# Бонк, Хенрик
Хенрик Бонк (пол. Henryk Bąk; 2 января 1923 — 29 августа 1987) — польский актёр театра и кино.

## Биография
Хенрик Бонк родился 2 января 1923 года в Красныставе. Изучал право в Университете Марии Кюри-Склодовской в Люблине и одновременно занимался в драматической студии при люблинском Театре имени Юлиуша Остервы. Дебютировал на сцене в 1946 году. Работал в театрах: имени Жеромского в Кельце (1946—1947), Драматическом во Вроцлаве (1949—1950), Драматическом в Кракове (1950—1954), имени Словацкого в Кракове (1954—1958), Драматическом в Варшаве (1958—1961), Польском в Варшаве (1961—1971, 1974—1976, 1979—1980), Национальном в Варшаве (1971—1974) и в Театре на Воли в Варшаве (1976—1979).
Умер 29 августа 1987 года в «Доме ветеранов сцены» в Сколимуве (Констанцин-Езёрна), похоронен на варшавском кладбище Старые Повонзки.

## Избранная фильмография
- 1952 — Первые дни / Pierwsze dni
- 1958 — Эроика / Eroica
- 1959 — Орёл / Orzeł
- 1960 — Косоглазое счастье / Zezowate szczęście
- 1960 — Стеклянная гора / Szklana góra
- 1961 — Апрель / Kwiecień
- 1961 — Минувшее время / Czas przeszly
- 1963 — Почтенные грехи / Zacne grzechy
- 1964 — Встреча со шпионом / Spotkanie ze szpiegiem
- 1965 — Выстрел / Wystrzał
- 1966 — Жареные голубки / Pieczone gołąbki
- 1966 — Барьер / Bariera
- 1968 — Ставка больше, чем жизнь / Stawka większa niż życie (телесериал) — только в 7-й серии
- 1968-1970 — Приключения пса Цивиля / Przygody psa Cywila
- 1970 — Мёртвая зыбь / Martwa fala
- 1970 — Пейзаж с героем / Pejzaż z bohaterem
- 1971 — Беспокойный постоялец / Kłopotliwy gość
- 1971 — Болеслав Смелый / Bolesław Śmiały
- 1972 — Путешествие за улыбку / Podróż za jeden uśmiech
- 1972 — Капризы Лазаря / Kaprysy Łazarza
- 1974 — Самый важный день жизни / Najważniejszy dzień życia
- 1974 — Конец каникул / Koniec wakacji
- 1974 — Первый правитель / Gniazdo
- 1974 — Сколько той жизни / Ile jest życia (телесериал) — только в сериях 3 и 6
- 1975 — Игроки / Hazardziści
- 1975 — Директора / Dyrektorzy (телесериал) — только в сериях 1 и 3
- 1975 — Доктор Юдым / Doktor Judym
- 1975 — Казимир Великий / Kazimierz Wielki
- 1975 — Ярослав Домбровский / Jarosław Dąbrowski
- 1975 — Страх / Strach
- 1976 — Лебёдка / Dźwig
- 1977 — Шарада / Szarada
- 1978 — Обратный билет / Bilet powrotny
- 1979 — Голем / Golem

## Признание
- 1954 — Золотой Крест Заслуги.
- 1955 — Государственная премия ПНР 3-й степени.
- 1963 — Офицерский крест Ордена Возрождения Польши.